# Maigret bei den Flamen
Maigret bei den Flamen (französisch: Chez les Flamands) ist ein Kriminalroman des belgischen Schriftstellers Georges Simenon. Er ist der 14. Roman einer Reihe von insgesamt 75 Romanen und 28 Erzählungen um den Kriminalkommissar Maigret. Der Roman entstand im Januar 1932 in Cap d’Antibes und wurde im März desselben Jahres vom Pariser Verlag Fayard veröffentlicht. Die erste deutsche Übersetzung von Hansjürgen Wille und Barbara Klau erschien 1964 bei Kiepenheuer & Witsch. 1980 veröffentlichte der Diogenes Verlag eine Neuübersetzung von Claus Sprick.
Kommissar Maigret wird in eine Kleinstadt nahe der belgischen Grenze gerufen, wo eine Familie flämischer Kaufleute im Verdacht steht, eine junge Französin umgebracht zu haben. Sie war die Geliebte des Sohnes, der nach dem Willen des Clans längst seiner Cousine versprochen ist. In einem Klima von Fremdenfeindlichkeit und trübem Januarwetter ermittelt Maigret privat, um die Unschuld der Flamen zu beweisen.

## Inhalt

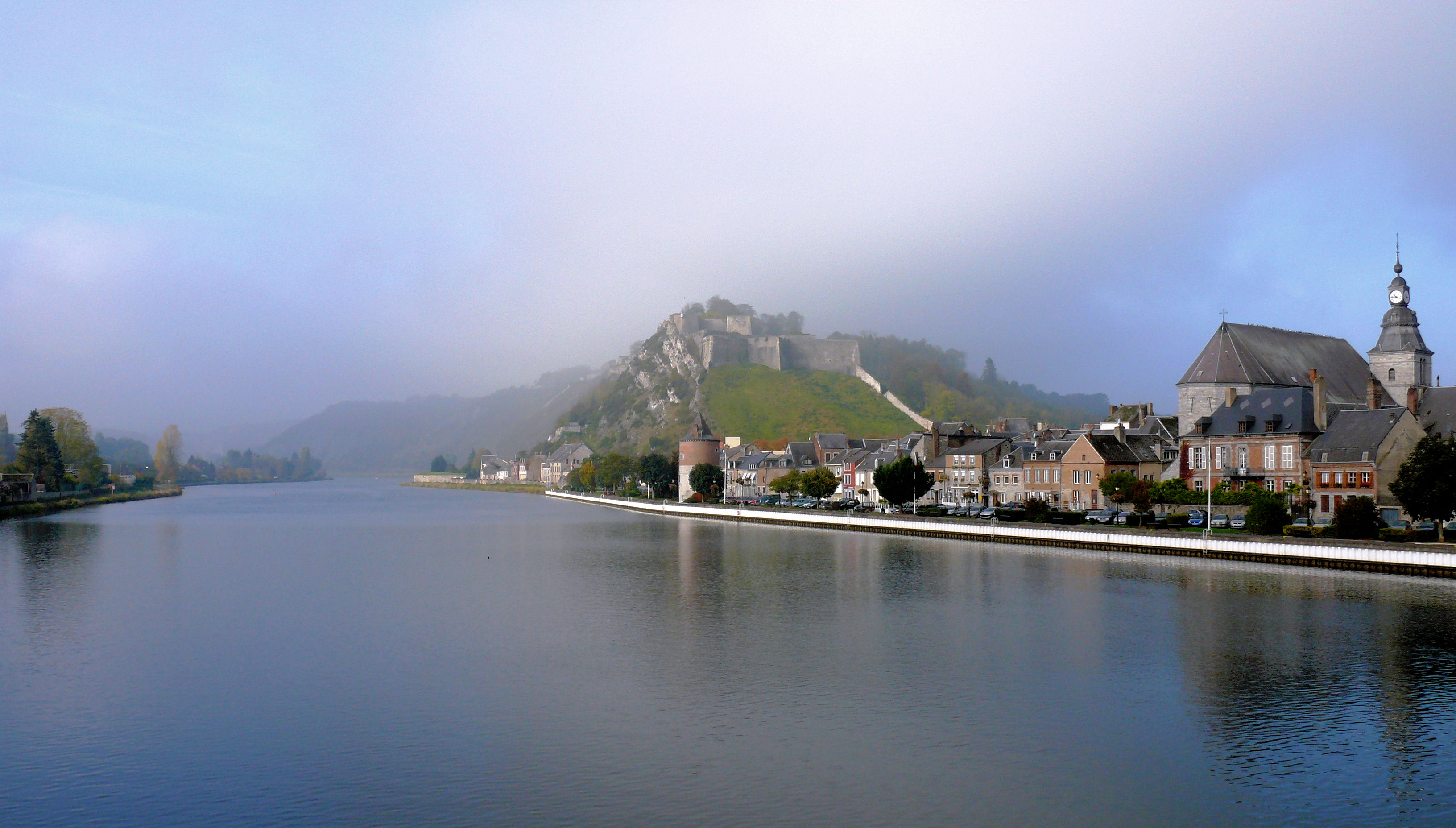
Blick vom Canal de la Meuse auf Givet

Ein Vetter seiner Frau bittet Maigret um eine private Ermittlung in Givet, einer Kleinstadt in den Ardennen nahe der Grenze zu Belgien. Dort lebt unter dem Argwohn der französischen Bevölkerung die flämische Familie Peeters und betreibt ein Lokal mit Alkoholausschank. Den Mittelpunkt der Familie bildet Anna Peeters, eine stämmige, resolute junge Frau, die Maigret am 20. Januar vom Bahnhof abholt. Sie hat noch zwei Geschwister: Maria, Lehrerin bei den Ursulinen im belgischen Namur, und Joseph, der in Nancy Jura studiert. Obwohl Joseph von Jugend an mit seiner Cousine Marguerite van de Weert verlobt ist und sie nach dem Willen des gesamten Familienclans heiraten soll, hat er ein uneheliches Kind mit Germaine Piedbœuf. Als diese verschwindet, nachdem sie wegen ihrer Alimente bei den Peeters vorstellig geworden ist, verdächtigt die ganze Stadt die flämische Familie.
Auch Maigret, dem „Kommissar aus Paris“, schlägt die Feindseligkeit der Einheimischen entgegen. Besonders Germaines Bruder Gérard Piedbœuf hetzt die Dorfbewohner gegen den „Flamenfreund“ und vermeintlich willfährigen Helfer der Reichen auf. Überrascht stellt Maigret fest, dass Anna in ebendiesen Gérard Piedbœuf unglücklich verliebt war. Doch trotz aller Anschuldigungen scheint die Harmonie im Clan der Peeters ungetrübt. Die Schwestern und die Cousine verehren den jungen Joseph und spielen für ihn am Klavier immer wieder Solveigs Lied. Doch in den Gesprächen mit Maigret wirkt Joseph gar nicht so großartig, sondern unsicher und unschlüssig, ob seine Gefühle Marguerite oder Germaine gelten. Nachdem die tote Germaine in der Maas gefunden wird, gerät Gustave Cassin ins Visier der Ermittlung, der mit seinem Schlepper vor Anker liegt. Er ist Alkoholiker und mehrfach vorbestrafter Sittlichkeitsverbrecher. Dazu legt er wiederholt falsche Spuren, und an Bord seines Schiffes wird der Mantel des Opfers und die Mordwaffe, ein Hammer, gefunden.

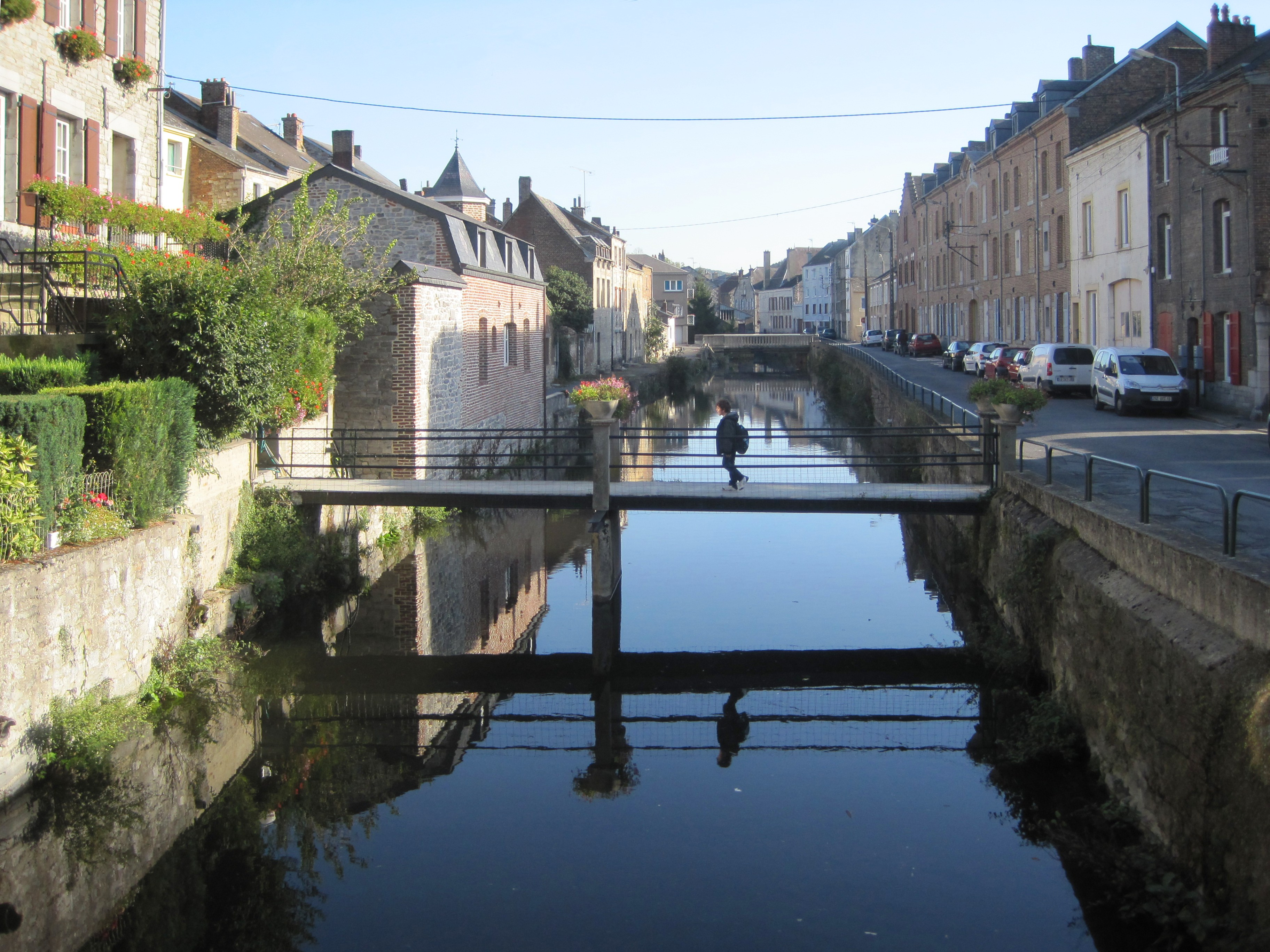
Fluss Houille in Givet

Als sich der Verdächtige daraufhin absetzt, ist für Inspektor Machère, den lokalen Ermittler, der Fall gelöst. Nur Maigret zieht es immer wieder ins Haus der Flamen, wo er die Familie Peeters so lange bedrängt, bis ihm Anna gesteht, was er längst weiß: Sie hat Germaine bei deren Besuch mit dem Hammer erschlagen. Die Tat war von langer Hand vorbereitet, um ihren Bruder vom Umgang des Mädchens zu befreien, doch zum Auslöser wurde eine abschätzige Bemerkung Germaines über Annas Beziehung zu Gérard. Ihre Geschwister halfen Anna, die Leiche beiseitezuschaffen. Von der Cousine stammt das Geld, das sie Cassin boten, damit dieser untertaucht und den Verdacht auf sich lenkt. Doch während Maria im Kloster über ihren Angst- und Schuldgefühlen erkrankt und Joseph resigniert in die ihm vorbestimmte Zukunft blickt, behält Anna auch beim Geständnis weiter ihre Fassung. Für Maigret ist die ganze Geschichte gleichzeitig billig, gemein und alltäglich. Er überlässt die Flamen ihrem Schicksal und begründet seine Abreise damit, dass er in Givet nicht im Dienst sei.
Ein Jahr später wird noch immer nach dem untergetauchten Cassin gefahndet, und Maigret trifft Anna wieder. Sie ist merklich gealtert, lebt in einem Heim für alleinstehende Frauen in Paris und arbeitet als Sekretärin. Maria ist gestorben, bevor sie sich als Nonne dem Kloster weihen konnte. Joseph hat Marguerite geheiratet, doch seine Ehe ist unglücklich, er trinkt und hat seine Anwaltspraxis aufgegeben. Anna weint und macht Maigret zornig für das Schicksal ihrer Familie verantwortlich. Doch dann unterdrückt sie ihren Gefühlsausbruch wieder und kommt ihren beruflichen Pflichten nach.

## Interpretation
Laut Bill Alder führt Simenon in Maigret bei den Flamen den Konflikt zweier sozialer Klassen vor: Auf der einen Seite steht das durch die Familie Peeters verkörperte Kleinbürgertum, auf der anderen das Proletariat der Piedbœufs. Die Peeters haben sich als Besitzer eines kleinen Ladens trotz der wirtschaftlichen Rezession der frühen 1930er Jahre einen gewissen Wohlstand erworben, wobei immer wieder auch der Vorwurf des illegalen Schmuggels im Raum steht. Die Ausbildung der Kinder Joseph und Maria sowie die vorbestimmte Heirat des Sohnes mit seiner Cousine zeigt die Ambition eines sozialen Aufstiegs. Im Kontrast stehen die mangelnde Ausbildung und schlechten Arbeitsbedingungen der Piedbœufs, ihre geringe Chance auf Emporkommen, der resultierende Verlust an Motivation und die Flucht in Zerstreuungen wie Gérards Billardspiel und Germaines Liebeleien. Insbesondere die beiden jungen Frauen Marguerite und Germaine verkörpern geradezu idealtypisch das Leben ihrer jeweiligen Klassen, und die Wahl zwischen ihnen ist für Josephs eigene soziale Position von gravierender Bedeutung.
Zum zweiten Hauptthema wird die unterschiedliche Herkunft und Nationalität der beiden Familien. Die Piedbœufs sind trotz ihres niedrigen sozialen Status in die Gemeinschaft integrierte Franzosen, während die flämischen Peeters stets als Fremde und Außenseiter gelten. Insbesondere der französische Inspektor Machère wird von seinen rassistischen Vorurteilen gegenüber den Flamen geleitet, die er nicht als Seinesgleichen, sondern als Feinde begreift. Die Ressentiments der französischen Schiffer sind hingegen in erster Linie ökonomisch begründet, für sie sind die Flamen unliebsame Konkurrenten. Beide Positionen vereint Gérard Piedbœuf, der in der Kneipe mit Parolen um sich wirft wie: „Man könnte ja fast glauben, dass es ein Verbrechen ist, in Frankreich Franzose zu sein! Besonders, wenn man außerdem noch arm ist…“ Gegenüber diesen nationalistischen Stereotypen steht Maigrets nuanciertere Sicht auf die Personen, die sich stärker an den persönlichen Qualitäten als an Herkunft oder sozialem Status orientiert. Dennoch wird die Botschaft der Toleranz, die das Buch durch den Blickwinkel des Kommissars sendet, für Bill Alder durch Simenons Verwendung eines Rassenbegriffs konterkariert, der etwa auch äußerlich den Menschenschlag der Flamen von jenem der Franzosen unterscheiden will.
Bei seinen Ermittlungen erfährt der Kommissar durch die verschiedenen Bevölkerungsschichten eine ganz unterschiedliche Behandlung, was auf grundsätzlich abweichenden Haltungen gegenüber der Polizei beruht. Die Familie Peeters, die Maigret zu ihrer Verteidigung aus Paris angefordert hat, erwartet vom Kommissar den Schutz der existierenden Gesellschaftsordnung und damit auch den Schutz ihrer eigenen privilegierten gesellschaftlichen Position. Die Piedbœufs hingegen stecken voller Skepsis und Misstrauen gegenüber der Polizei, die sich stets auf die Seite des Geldes schlagen würde, und so erwarten sie auch von Maigret nur, dass er die Schuldigen reinwaschen wird. Tatsächlich erweist sich die Befürchtung am Ende als begründet, und Maigret lässt die Mörderin ungeschoren. Für Bill Alder ist der Roman eines der krassesten Beispiele, wie sich Kommissar Maigret über seine Funktion als unparteiischer Gesetzeshüter zu einem moralischen Richter aufschwingt. Für ihn zählen die moralischen Qualitäten Annas, nicht zuletzt aber auch eine Form von Klassensolidarität mit der Kleinbürgerin, mehr als die Aufklärung des Falles.

Edvard Grieg und Henrik Ibsen auf einer Postkarte von 1905

Als Leitmotiv in Maigret bei den Flamen dient Solveigs Lied aus der Peer-Gynt-Suite, das die Frauen der Peeters-Familie immer wieder für den Bruder Joseph spielen: „Mein holder Verlobter, gewiss, du wirst mein.“ Edvard Grieg komponierte das Lied für Henrik Ibsens Drama Peer Gynt. Auch inhaltlich zieht Simenons Roman eine Parallele zum Dramenstoff: Wie Peer Gynt durch die Liebe seiner Mutter und seiner Geliebten gerettet wird, die ihn als Helden bewundern, heroisieren die weiblichen Mitglieder der Familie Peeters den in Wahrheit so gar nicht heldenhaften Joseph. Joachim Campe sieht in den Beziehungen innerhalb der Familie Peeters gar „veritable Verstrickungen inzestuöser Natur“. Und Tilman Spreckelsen beschreibt: „Das Brodeln hinter der Fassade ist eine Obsession des Kommissars […]. In diesem Buch darf dann mal Grieg der Katalysator für die Eruption sein.“

## Hintergrund
Im Jahr 1929 kaufte Georges Simenon einen Fischkutter namens Ostrogoth, mit dem er im folgenden Jahr die Küsten Belgiens und der Niederlande befuhr. Auf dieser Reise entwarf Simenon erstmals die Figur Maigret. Die Fahrt führte ihn im Frühjahr 1929 auch in zwei Städte, die die Kulisse für den Roman Maigret bei den Flamen bilden: Givet und Namur. Simenon verarbeitete im Roman zahlreiche lokale Örtlichkeiten, veränderte jedoch die Namen. Während der Untersuchung erinnert sich Maigret an einen Fall, der ihn in die Niederlande führte, wo dieselbe drückende Atmosphäre herrschte. Simenon spielt damit auf den Roman Maigret und das Verbrechen in Holland an, der ein Jahr zuvor erschienen war.
Auch die eigene Familie diente dem Schriftsteller als Inspirationsquelle. Eine Schwester seiner Mutter namens Marie Croissant betrieb in Lüttich einen Laden für die Flussschiffer der Maas. Die Atmosphäre des Gebäudes beschrieb Simenon in seinem autobiografischen Roman Stammbaum: „Schließlich der einzigartige, der wundersame Geruch dieses Hauses, in dem es nichts Uninteressantes gibt, wo alles außergewöhnlich, alles unüblich ist, so als hätte man viele Jahre gebraucht, um es zu gestalten. Dominiert der Geruch von Genever? Ist es der fadere Geruch der Lebensmittel? Hier wird nämlich alles verkauft, es gibt alles in dem Laden […]“ Wie in der Familie Peeters gab es auch bei den Croissants drei Kinder: Joséphine, Maria und Joseph. Maria arbeitete als Lehrerin, und Joseph hatte ein Kind mit einer Einheimischen gezeugt. Der Non-Maigret-Roman Chez Krull von 1939 griff das Vorbild der Familie Croissant und ihres Krämerladens noch einmal auf. Das Motiv einer die Familie dominierenden Frau und ihres in sich gekehrten, weltenrückten Mannes nach dem Vorbild seiner Tante und seines Onkels findet sich in zahlreichen Werken Simenons.
Der Konflikt zwischen den französischen Einheimischen und der flämischen Familie Peeters erinnert an den flämisch-wallonischen Konflikt in Simenons Heimatland Belgien. Auch seine eigene Familie spiegelte dieses Spannungsfeld wider: Die Simenons der väterlichen Linie waren ursprünglich Flamen, hatten sich aber bereits seit Generationen als Wallonen assimiliert und behaupteten eine direkte Abstammung von französischen Bretonen. Simenons Mutter hingegen stammte aus einer niederländisch-deutschen Verbindung und fühlte sich ihr Leben lang in Lüttich als Ausländerin, die nicht fließend Französisch sprach. Sowohl der Vater, Sohn eines Hutmachers und Versicherungsvertreter, als auch die Mutter, Verkäuferin und Vermieterin möblierter Zimmer, gehörten dem Kleinbürgertum an, die auch die Familie Peeters vertritt. Laut Bill Alder ist Maigrets sprichwörtliches Mitgefühl mit den „kleinen Leuten“ zumeist den Menschen der Herkunft von Simenons eigener Familie vorbehalten und weniger dem Proletariat.

## Rezeption
Die Frauenzeitschrift Annabelle fasste Maigret bei den Flamen zusammen: „In gewohnter Manier nistet sich der brummige Denker Maigret in die Lebenswelt der Betroffenen ein, holt sich dabei einen Schnupfen und drückt am Ende beide Augen zu.“ Michael Schweizer beschrieb in der Kommune: „Der Kommissar läuft im Regen herum, setzt sich in Kneipen, geht an die Maas, redet mit möglichst vielen Leuten. Ohne große Umwege findet er heraus, was geschehen ist.“ Dies sei typisch für Maigret als „Atmosphäriker“, der spüre, wie die Geschichten in der Luft liegen. Die Täter vertrauten sich dem Kommissar nur zu gerne an, seien sie doch oftmals bloß „einen Schritt zu weit in ein gängiges Drama geraten“. „Irdische Gerechtigkeit“, sucht man laut Tilman Spreckelsen, „in diesem Falls vergebens. Wenn man juristische Maßstäbe anlegt.“
Laut Klaus N. Frick ist Maigret bei den Flamen „ein vielschichtiger Roman, der mit knappen Beschreibungen und knappen Dialogen arbeitet“. Es gebe „eindrucksvolle Schilderungen vom Leben der einfachen Leute“, und der Roman, der nebenbei ein Plädoyer gegen nationale Denkschemata sei, zeige „wie gut Simenon schreiben und charakterisieren konnte. Sehr gelungen!“ Für Jean Améry reihte sich Chez Les Flamands unter „einige der Meisterwerke“ in Simenons Werk ein. Kirkus Reviews fand im Sammelband, der auch Maigret und die kleine Landkneipe enthielt, zwei weitere „Heldentaten“ Kommissar Maigrets, dessen eigenwillige Methoden sich bei der Lösung der Fälle als erstklassig erwiesen.
Chez Les Flamands wurde dreimal verfilmt: in den TV-Serien Maigret mit Rupert Davies (Großbritannien, 1963), Les Enquêtes du commissaire Maigret mit Jean Richard (Frankreich, 1976) und Maigret mit Bruno Cremer (Frankreich, 1992). 1994 erschien in der Éditions Claude Lefrancq eine Comic-Adaption von Odile Reynaud und Frank Brichau, die der Ehapa Verlag ins Deutsche übertrug. 1998 las Edgar M. Böhlke den Roman für Steinbach sprechende Bücher als Hörbuch ein. Buchkultur lobte die „ältere, jedoch vorzügliche Aufnahme“, die voller Lokalkolorit sei: „Der Zuhörer meint, die Gerüche im Haus der Flamen riechen zu können, glaubt, mit Maigret den zugigen Kai entlang der Maas zu gehen und die Lastkähne zu sehen, die wegen Hochwassers nicht weiterfahren können.“ Eine weitere Hörbuchfassung las Walter Kreye 2018 für den Audio Verlag ein.

## Ausgaben
- Georges Simenon: Chez Les Flamands. Fayard, Paris 1932 (Erstausgabe).
- Georges Simenon: Maigret bei den Flamen. Übersetzung: Hansjürgen Wille, Barbara Klau. Kiepenheuer & Witsch, Köln 1964.
- Georges Simenon: Maigret bei den Flamen. Übersetzung: Hansjürgen Wille, Barbara Klau. Heyne, München 1971.
- Georges Simenon: Maigret bei den Flamen. Übersetzung: Claus Sprick. Diogenes, Zürich 1980, ISBN 3-257-20718-2.
- Georges Simenon: Maigret bei den Flamen. Sämtliche Maigret-Romane in 75 Bänden, Band 14. Übersetzung: Claus Sprick. Diogenes, Zürich 2008, ISBN 978-3-257-23814-3.
- Georges Simenon: Maigret bei den Flamen. Übersetzung: Hansjürgen Wille, Barbara Klau, Bärbel Brands. Kampa, Zürich 2018, ISBN 978-3-311-13014-7.